# 아산 시세이
아산 토레즈 시세이(영어: Assan Torrez Ceesay, 1994년 3월 17일 ~ )는 감비아의 축구 선수로, 현재 사우디 프로페셔널리그의 다마크 FC에서 공격수로 활약하고 있으며 감비아 축구 국가대표팀 내 역대 국제 A매치 최다 득점자이다.

## 클럽 경력

### 아프리카 리그
2008년부터 2014년까지 연고팀인 감텔 FC에서 활동하는 동안 감비아컵 4연패, 감비아 슈퍼컵 3회 우승에 일조했고 세네갈 프리미어리그의 카사 스포츠와 니아리 탈리를 거치며 니아리 탈리의 2015-16 세네갈 FA컵 우승을 경험했다.

### FC 루가노
니아리 탈리의 세네갈 FA컵 우승을 경험한 후 스위스 슈퍼리그의 FC 루가노 입단을 통해 처음으로 유럽 무대에 입성하자마자 2016년 스위스 5부 리그팀인 루가노 리저브팀 소속으로 12경기 12골을 터뜨린 뒤 2016-17 시즌을 앞두고 루가노 1군팀에 합류하여 2016-17 시즌 공식전 13경기에 나서며 리그 3위에 일조했다.

### FC 키아소
2017-18 시즌을 앞두고 스위스 챌린지리그의 FC 키아소로 임대 이적하여 2017-18 시즌 공식전 32경기 8골의 준수한 성적을 거두며 키아소의 챌린지리그 잔류를 이끌었다.

### FC 취리히
2017-18 시즌을 마친 후 FC 루가노로 복귀하여 리그 5경기 2골을 기록하고 있다가 같은 리그의 명문 FC 취리히에 합류한 뒤 독일 2. 분데스리가의 VfL 오스나브뤼크에서 잠시 임대 선수로 활동하던 2018-19 시즌을 제외하고는 꾸준히 취리히의 주축 공격수로 활동하며 2021-22 시즌까지 공식전 112경기 31골을 터뜨렸고 특히 이 중 2021-22 시즌에서 공식전 35경기 22골 10어시스트로 리그 득점 부문 2위, 어시스트 부문 3위에 랭크되며 2008-09 시즌 이후 취리히의 13년만의 리그 통산 13번째 우승을 이끌었다.

### US 레체
취리히의 13년만의 스위스 슈퍼리그 우승을 이끈 후 여러 클럽의 러브콜을 받은 끝에 2022-23 시즌을 앞둔 2022년 6월 16일 이탈리아 세리에 A의 US 레체와 입단 계약을 체결했고 2022-23 시즌 공식전 35경기 6골을 기록하며 레체의 세리에 A 잔류를 이끌어냈다.

### 다막 FC
2022-23 시즌을 마친 뒤 사우디 프로페셔널리그의 다막 FC로 이적하며 프로 데뷔 이후 처음으로 아시아 무대를 밟았다.

## 국가대표팀 경력

### 감비아 A대표팀
감비아 청소년 대표팀(U-17, U-20, U-23)에서 15경기 5골을 기록한 후 2013년 9월 7일 탄자니아와의 2014년 FIFA 월드컵 아프리카 지역 2차 예선 C조 최종전에서 감비아 A대표팀 소속으로 국제 A매치 데뷔전을 치렀고 그로부터 4년 6개월이 지난 2018년 3월 23일 중앙아프리카 공화국과의 친선 경기에서 A매치 데뷔골을 신고했다.
그 후 2021년 아프리카 네이션스컵 예선에서 3골을 터뜨리며 감비아의 사상 첫 메이저 대회 본선행을 이끌었고 2021년 아프리카 네이션스컵 본선 엔트리에도 합류하여 8강이라는 감비아 축구 역사상 메이저 대회 본선 역대 최고 성적에 기여했다.
그리고 차드와의 2023년 아프리카 네이션스컵 예선 예비라운드에서 멀티골을 터뜨리며 팀의 조별라운드 진출을 이끌었고 팀은 이후에 열린 조별라운드에서도 3승 1무 2패로 말리에 이어 G조 2위에 오르며 2회 연속 아프리카 네이션스컵 본선 진출에 성공했다.

## 수상

### 클럽
감텔 FC
- 감비아컵 : 우승 (2010, 2011, 2012, 2013)
- 감비아 슈퍼컵 : 우승 (2010, 2011, 2013)

 니아리 탈리
- 세네갈 FA컵 : 우승 (2015-16)

 FC 루가노
- 스위스 슈퍼리그 : 3위 (2016-17)

 FC 취리히
- 스위스 슈퍼리그 : 우승 (2021-22)